# Ana Sofía Sánchez
Ana Sofía Sánchez (* 13. April 1994 in San Luis Potosí) ist eine mexikanische Tennisspielerin.

## Karriere
Sánchez gewann bisher 16 Einzel- und 12 Doppeltitel auf der ITF Women’s World Tennis Tour. Ihre besten Weltranglistenpositionen erreichte sie mit Rang 248 im Einzel sowie Rang 221 im Doppel.
Seit 2012 spielt sie für die mexikanische Fed-Cup-Mannschaft, für die sie bislang bei 20 Einsätzen zehn Siege erringen konnte.

## Turniersiege

### Einzel
| Nr. | Datum             | Turnier            | Kategorie   | Belag     | Finalgegnerin          | Ergebnis        |
| --- | ----------------- | ------------------ | ----------- | --------- | ---------------------- | --------------- |
| 1.  | 26. Juni 2011     | Zacatecas          | ITF $10.000 | Hartplatz | Jessica Roland-Rosario | 6:2, 1:6, 6:3   |
| 2.  | 28. April 2012    | Lurigancho-Chosica | ITF $10.000 | Sand      | Anastasija Kartschenko | 7:5, 6:1        |
| 3.  | 19. Mai 2012      | Rosario            | ITF $10.000 | Sand      | Guadalupe Moreno       | 6:1, 6:3        |
| 4.  | 9. Juni 2013      | Quintana Roo       | ITF $10.000 | Hartplatz | Montserrat Gonzalez    | 6:3, 6:2        |
| 5.  | 16. Juni 2013     | Quintana Roo       | ITF $10.000 | Hartplatz | Marcela Zacarías       | 6:1, 6:3        |
| 6.  | 9. November 2013  | Lima               | ITF $10.000 | Sand      | Francesca Segarelli    | 6:3, 5:7, 6:4   |
| 7.  | 18. Mai 2014      | Sousse             | ITF $10.000 | Hartplatz | Nuria Párrizas Díaz    | 6:1, 6:2        |
| 8.  | 1. Juni 2014      | Sousse             | ITF $10.000 | Hartplatz | Lina Gjorcheska        | 6:3, 6:1        |
| 9.  | 29. Juni 2014     | Quintana Roo       | ITF $10.000 | Hartplatz | Allie Will             | 3:6, 6:0, 6:0   |
| 10. | 5. Juli 2014      | Quintana Roo       | ITF $10.000 | Hartplatz | Marcela Zacarías       | 4:6, 6:4, 6:0   |
| 11. | 23. Juli 2017     | Brüssel            | ITF $15.000 | Sand      | Mirjam Björklund       | 3:6, 6:4, 6:1   |
| 12. | 3. September 2017 | Schoonhoven        | ITF $15.000 | Sand      | Marina Melnikowa       | 6:3, 6:4        |
| 13. | 13. Juni 2021     | Santo Domingo      | ITF W25     | Hartplatz | Emina Bektas           | 3:6, 7:63, 7:69 |
| 14. | 12. November 2023 | Santo Domingo      | ITF W25     | Hartplatz | Dejana Radanović       | 1:6, 7:60, 6:2  |
| 15. | 15. Juni 2025     | Santo Domingo      | ITF W35     | Hartplatz | Rachel Gailis          | 7:63, 6:3       |
| 16. | 20. Juli 2025     | Olmütz             | ITF W75     | Sand      | Gabriela Lee           | 7:5, 5:7, 6:3   |

### Doppel
| Nr. | Datum             | Turnier                    | Kategorie     | Belag     | Partnerin           | Finalgegnerinnen                           | Ergebnis         |
| --- | ----------------- | -------------------------- | ------------- | --------- | ------------------- | ------------------------------------------ | ---------------- |
| 1.  | 17. August 2012   | Trujillo                   | ITF $10.000   | Sand      | Aranza Salut        | Patricia Kú Flores Katherine Miranda Chang | 3:6, 6:1, [11:9] |
| 2.  | 10. Mai 2013      | Villa María                | ITF $10.000   | Sand      | Camila Silva        | Victoria Bosio Aranza Salut                | 6:1, 6:2         |
| 3.  | 14. November 2013 | Lima                       | ITF $10.000   | Sand      | Francesca Segarelli | Daniela Farfan María Herazo González       | 0:6, 6:4, [10:8] |
| 4.  | 29. August 2015   | San Luis Potosí            | ITF $15.000   | Hartplatz | Montserrat Gonzalez | Maria Fernanda Alves Laura Pigossi         | 4:6, 6:3, [10:8] |
| 5.  | 27. November 2015 | Santiago                   | ITF $10.000   | Sand      | Montserrat Gonzalez | Victoria Rodríguez Renata Zarazúa          | 6:4, 7:63        |
| 6.  | 25. November 2016 | Santiago                   | ITF $10.000   | Sand      | Victoria Rodríguez  | Fernanda Brito Camila Giangreco Campiz     | 7:5, 7:5         |
| 7.  | 18. Mai 2018      | La Bisbal d’Empordà        | ITF $25.000+H | Sand      | Jamie Loeb          | Yvonne Cavalle-Reimers Chiara Scholl       | 6:3, 6:2         |
| 8.  | 27. Juli 2019     | Vitoria-Gasteiz            | ITF W25       | Hartplatz | Victoria Rodríguez  | Alba Carrillo Marín Ángela Fita Boluda     | 6:3, 6:3         |
| 9.  | 10. August 2019   | Las Palmas de Gran Canaria | ITF W25       | Hartplatz | Victoria Rodríguez  | Marina Bassols Ribera Shuo Feng            | 6:3, 7:5         |
| 10. | 4. Oktober 2020   | Porto                      | ITF W25       | Hartplatz | Jamie Loeb          | Jana Fett Erin Routliffe                   | 2:6, 6:3, [10:8] |
| 11. | 27. Januar 2024   | Buenos Aires               | ITF W35       | Sand      | Jamie Loeb          | Romina Ccuno Darja Lodikowa                | 7:5, 7:62        |
| 12. | 25. Januar 2025   | Buenos Aires               | ITF W35       | Sand      | Victoria Rodríguez  | Michaela Bayerlová Briana Szabó            | 5:7, 6:2, [10:8] |